# Нісія Акемі
Нісія Акемі (нар. 11 березня 1965) — колишня японська тенісистка.
Найвищу одиночну позицію світового рейтингу — 112 місце досягла 10 квітня 1989, парну — 61 місце — 23 вересня 1991 року.
Здобула 1 парний титул туру WTA.
Найвищим досягненням на турнірах Великого шолома було 2 коло в одиночному та парному розрядах.

## Фінали Туру WTA

### Парний розряд (1-1)
| Результат | Дата                       | Турнір               | Рівень | Покриття | Партнерка      | Суперниці                  | Рахунок  |
| --------- | -------------------------- | -------------------- | ------ | -------- | -------------- | -------------------------- | -------- |
| Поразка   | Volvo Women's Open 1991    | Pattaya Women's Open | Tier V | Тверде   | Хіракі Ріка    | Нана Міяґі Сузанна Вібово  | 1–6, 4–6 |
| Перемога  | Volvo San Marino Open 1991 | San Marino           | Tier V | Ґрунт    | Керрі-Енн Г'юз | Лаура Гарроне Мерседес Пас | 6–0, 6–3 |

## Фінали ITF
| турніри $25,000 |
| турніри $10,000 |

### Одиночний розряд (1–1)
| Результат | Ранг | Дата          | Турнір        | Покриття | Суперниця       | Рахунок  |
| --------- | ---- | ------------- | ------------- | -------- | --------------- | -------- |
| Перемога  | 1.   | 28 липня 1985 | Колумбус, США | Тверде   | Маріанн Вердел  | 6–0, 7–6 |
| Поразка   | 1.   | 4 серпня 1985 | Чатем, США    | Тверде   | Керолайн Кулмен | 2–6, 2–6 |

### Парний розряд (1–2)
| Результат | Ранг | Дата            | Турнір        | Покриття | Партнерка   | Суперниці                        | Рахунок       |
| --------- | ---- | --------------- | ------------- | -------- | ----------- | -------------------------------- | ------------- |
| Поразка   | 1.   | 15 липня 1985   | Детройт, США  | Ґрунт    | Енн Гросбек | Кеммі Макгрегор Синтія Макгрегор | 3–6, 6–2, 2–6 |
| Поразка   | 2.   | 15 вересня 1985 | Гоупвелл, США | Ґрунт    | Луїс Філд   | Даєн Фаррелл Дженні Гудлінг      | 6–2, 5–7, 4–6 |
| Перемога  | 1.   | 11 жовтня 1987  | Кофу, Японія  | Тверде   | Їда Ей      | Окамото Куміко Наоко Сато        | 7–5, 6–2      |